# No tenemos solución
No tenemos solución es el cuarto álbum del grupo de rock español Porretas. Fue producido por Rosendo y llegaron a vender 10 000 copias.

## Lista de canciones
1. Antimilitar - Antisocial
2. Si Bebes No Conduzcas
3. Porno Codificado
4. La De Los Toros
5. Vive Y Deja Vivir
6. Ratas De Ciudad
7. Borracho
8. La Chaqueta Un Guarda
9. Míralo
10. Joder Que Mal
11. El Abuelo Fue Picaor
12. Porretas

## Formación
- Rober: voz y guitarra.
- El Bode: guitarra.
- Pajarillo: bajo y voz.
- Luis: batería.